# Jannis Michel
Jannis Michel (* 24. Juni 1998 in Berlin) ist ein ehemaliger deutscher Kinderdarsteller.

## Leben
In seinem Filmdebüt in Krieg der Frauen (2005) spielte er die Rolle des Nick Hübner. Neben seinen Gastrollen in z. B. SOKO Wismar, Tatort und Familie Dr. Kleist spielte er in weiteren deutschen Spielfilmen sowie in der Werbung. Bis 2012 wirkte er so in knapp 20 Fernseh-Produktionen mit.
Nach seiner Schulzeit am Käthe-Kollwitz-Gymnasium studierte er Immobilienwirtschaft und wurde als Investment-Analyst tätig.

## Filmografie
- 2005: Krieg der Frauen
- 2005: Die Luftbrücke – Nur der Himmel war frei
- 2006: Das Geheimnis der falschen Mutter
- 2007: Ein Hausboot zum Verlieben
- 2007: Vermisst – Liebe kann tödlich sein
- 2007: Suchkind 312
- 2008, 2012: SOKO Wismar (Fernsehserie, 2 Folgen)
- 2008: Tatort – Der glückliche Tod
- 2008: Der Kriminalist (Fernsehserie, eine Folge)
- 2008: Familie Dr. Kleist (Fernsehserie, eine Folge)
- 2008: Woche für Woche
- 2009: Slave
- 2009: Löwenzahn (Fernsehserie, eine Folge)
- 2010: Weihnachten im Morgenland
- 2011: Ein Sommer in den Bergen
- 2011: Der Mann auf dem Baum
- 2012: Manche mögen’s glücklich